# Domaljevac-Šamac

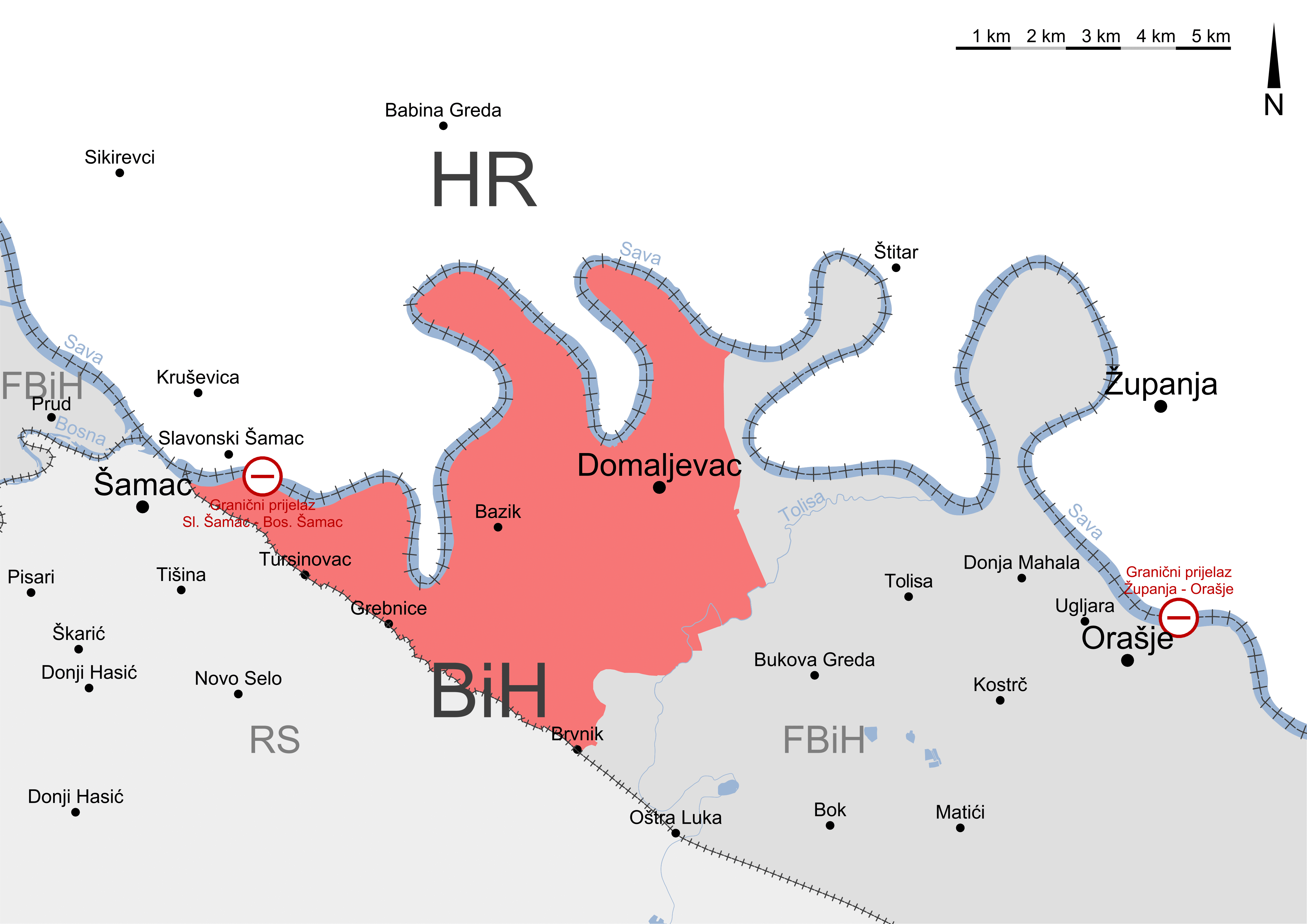
Das Gemeindegebiet von Domaljevac-Šamac (rot eingefärbt)

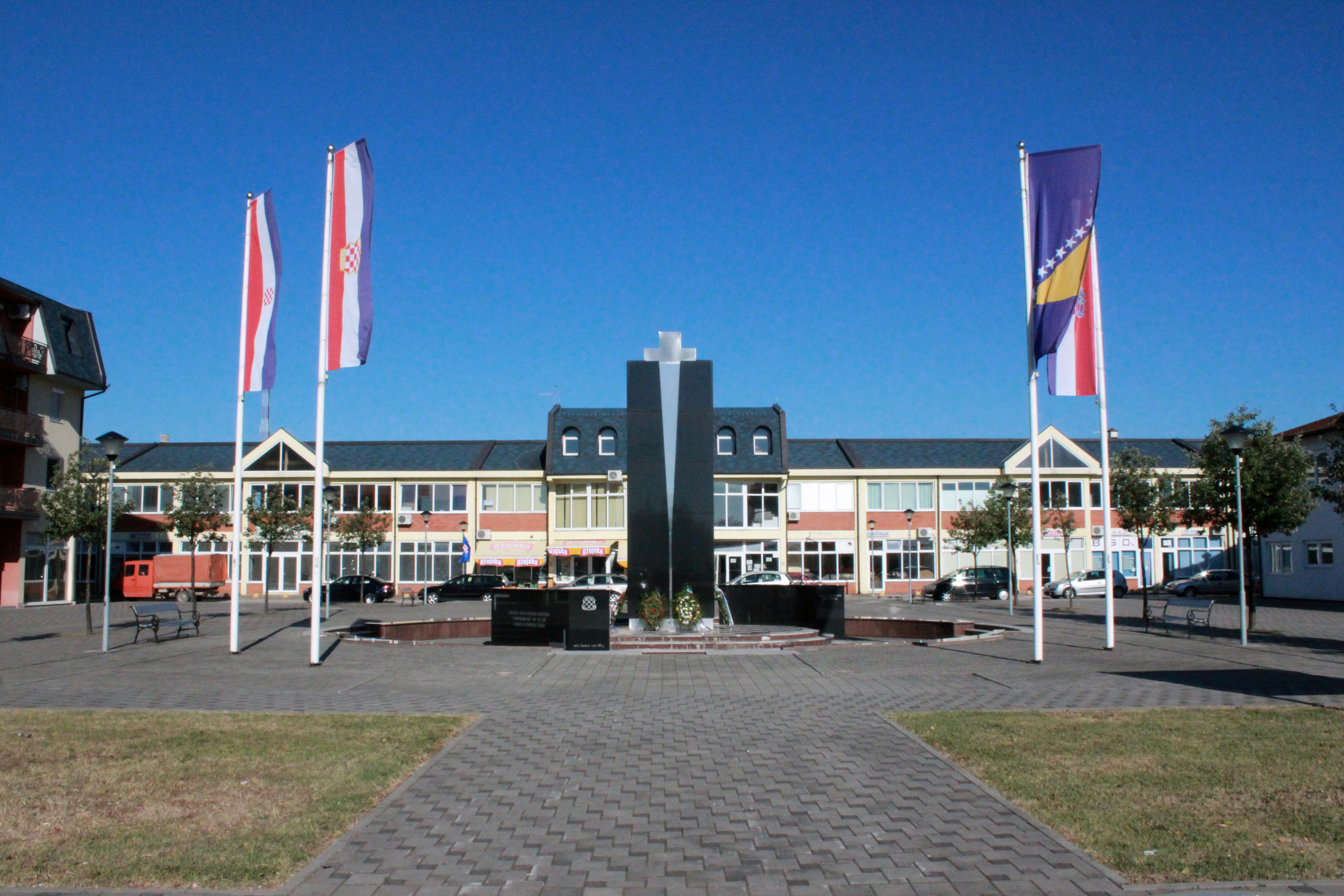
Zentraler Platz in Domaljevac mit Denkmal für die gefallenen Verteidiger während des Bosnien-Krieges 1992–1995

Domaljevac-Šamac ist eine Gemeinde im Norden von Bosnien und Herzegowina im Kanton Posavina. Die Gemeinde wurde 1998 als Folge des Bosnienkriegs gemäß dem Abkommen von Dayton neu gegründet und gehört seither zur Föderation Bosnien und Herzegowina.
Die Bevölkerungsmehrheit von Domaljevac-Šamac bezeichnet sich als Kroaten.
In Domaljevac-Šamac befindet sich der Sitz der gesetzgebenden Behörde des Kantons Posavina (kroatisch Skupština Županije Posavske).

## Geografie

### Lage
Domaljevac-Šamac liegt im Norden von Bosnien und Herzegowina an der Grenze zu Kroatien und somit seit dem 1. Juli 2013 an der Außengrenze der Europäischen Union. Das Gemeindegebiet erstreckt sich entlang des Südufers des Flusses Save. Östlich liegt die Gemeinde Orašje. Südwestlich grenzt die Gemeinde an Šamac und somit an die Republika Srpska.
Die Gemeinde liegt in der wasserreichen Region Posavina am Südrand der Pannonischen Tiefebene. Entlang des Flusses Save erstreckt sich ein Sumpfgebiet, welches regelmäßig überschwemmt wird.

### Ortschaften
Das Zentrum der Gemeinde bildet das Dorf Domaljevac. Zudem gehören das Dorf Bazik, sowie Teile der Dörfer Brvnik, Grebnice, Tursinovac und der Grenzübergang nach Kroatien (Bosanski Šamac – Slavonski Šamac) zum Gemeindegebiet.

### Klima
Domaljevac-Šamac liegt in der gemäßigten Zone und weist ein typisches kontinentales Klima auf. Die Jahreszeiten sind stark ausgeprägt. Es gibt kalte Winter mit durchschnittlichen Tiefsttemperaturen von 0 °C im kältesten Monat Januar und heiße Sommer mit durchschnittlichen Höchsttemperaturen von 21 °C im wärmsten Monat Juli, wobei im Winter Temperaturen von unter −10 °C und im Sommer Temperaturen über 30 °C nicht selten sind.
In der Region Posavina herrscht (nach österreichischer Einteilung) ein Pannonisches Klima. Aufgrund der Lage zwischen dem Mittelmeer und dem Schwarzen Meer gibt es in der von Hochgebirgen umrahmten Pannonischen Tiefebene einige klimatische Besonderheiten.
Typisch ist die Vb-Wetterlage, die hohe Regenmengen bringt. Wegen der Nähe zur Save und zur Bosna kommt es dann regelmäßig zu Überschwemmungen. Das erste aufgezeichnete Hochwasser der Save in Domaljevac war im Jahr 1812. Weitere folgten in den Jahren 1823, 1852, 1866, 1932, 1936, 1937, 1940, 1942, 1945, 1961, 1971 und 2014.

## Geschichte
Domaljevac wird im Jahr 1548 erstmals als besiedelter Ort erwähnt. Bis im Jahr 1910 wurde zwischen einem oberen und unteren Domaljevac (kroatisch gornji i donji Domaljevac) unterschieden. In Grebnice wurde das erste Haus um das Jahr 1730 erbaut.
Das Gebiet war unter osmanischer Herrschaft, bis Österreich-Ungarn Bosnien und die Herzegowina 1878 besetzte und 1908 förmlich annektierte. Die Herrschaft Österreich-Ungarns endete mit dem Ende des Ersten Weltkriegs 1918.
Im Königreich Jugoslawien wurde 1926 zum ersten Mal eine Gemeinde mit dem Namen Domaljevac gegründet. Die Gemeinde setzte sich aus den Ortschaften Domaljevac, Batkuša, Bazik, Brvnik, Grebnice, Liskovac und Odmut zusammen.
Während des Zweiten Weltkriegs wurde das Gebiet der heutigen Gemeinde Teil des Unabhängigen Staates Kroatien. Infolge der Gliederung des Staatsgebietes wurde das heutige Gemeindegebiet der Gemeinde Brčko im Bezirk Posavje zugeteilt. Als Verwaltungssitz des Bezirks fungierte die Stadt Brod na Savi (heute Slavonski Brod).
Seit dem Ende des Zweiten Weltkriegs und der Gründung der Sozialistischen Föderativen Republik Jugoslawien 1945 durch Josip Broz Tito bis zum Ausbruch des Bosnienkrieges 1992 bildete das Gebiet der heutigen Gemeinde Domaljevac-Šamac gemeinsam mit der heutigen Gemeinde Šamac, die Gemeinde Bosanski Šamac in der Jugoslawischen Teilrepublik Bosnien und Herzegowina.

### Bosnienkrieg 1992–1996
Während des Bosnienkrieges organisierten sich die Bosnischen Kroaten militärisch gegen die Bosnischen Serben und die Jugoslawische Volksarmee. Domaljevac und die umliegenden Dörfer wurden von der 104. Brigade des Hrvatsko vijeće obrane (HVO; kroatisch für kroatischer Verteidigungsrat) verteidigt. 1993 wurde der De-facto-Staat die Kroatische Republik Herceg-Bosna gegründet, welchem auch Domaljevac-Šamac bis zur offiziellen Auflösung 1996 zugehörte.

### Entwicklung seit 1996 und Neugründung 1998
Die Strukturen der Herceg-Bosna wurden vorerst weitgehend beibehalten. 1998 wurde die Gemeinde aufgrund des Abkommens von Dayton in ihrer heutigen Form gegründet. Seit dem Kriegsende hat sich die Gemeinde stark entwickelt. Nebst der Beseitigung der Kriegsschäden wurde die Infrastruktur, wie das Straßennetz und die Strom- und Wasserversorgung ausgebaut. Ebenso wurden diverse Dienstleistungen, Geschäfte, medizinische und pflegerische Einrichtungen sowie Bildungseinrichtungen teilweise mit internationaler Unterstützung modernisiert oder neu gebaut.
Die Entwicklung gewisser Gebiete geht dennoch nur schleppend voran. Besonders an den ehemaligen Frontlinien kehrten die geflüchteten Bewohner nicht wieder in ihre Häuser zurück. In diesen Gebieten sind bis heute zahlreiche Kriegsruinen zu sehen. Zum Teil besteht Minengefahr. Da sich die Minenfelder auch in regelmäßig überschwemmten Sumpfgebieten befinden, erschwert sich die Minenräumung.

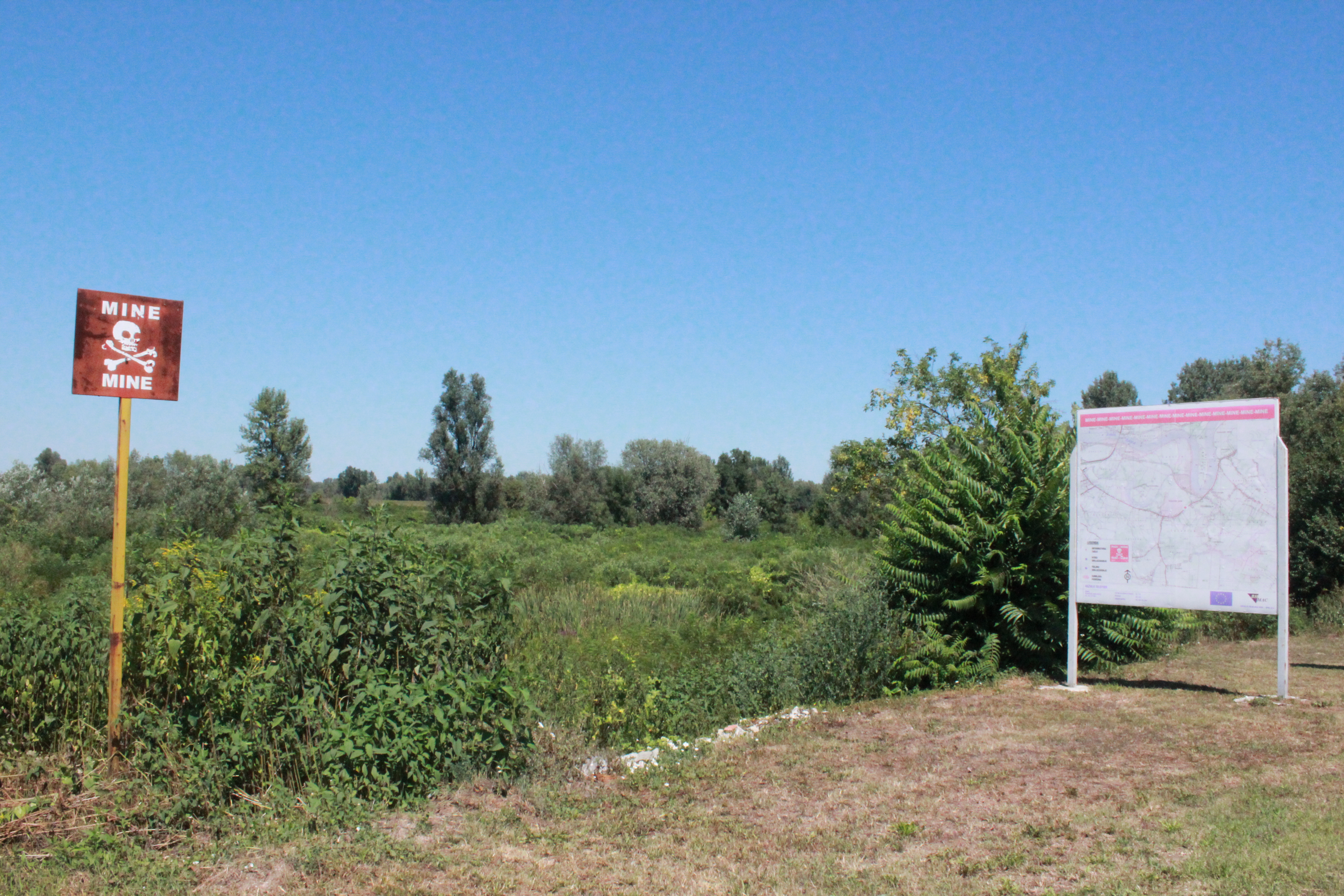
Ein Minenfeld im Schwemmgebiet der Save bei Grebnice mit einer Informationstafel

### Überschwemmungen 2014
Das Balkantief Yvette sorgte ab dem 14. Mai 2014 mit mehrtägigem Dauerregen in ganz Südosteuropa für die höchsten gemessenen Niederschlagsmengen seit Beginn der Aufzeichnungen vor 120 Jahren. Der Regen im Landesinneren hatte zur Folge, dass die Bosna bei Šamac mit gewaltigen Wassermassen in die Save mündete. Infolge brachen die Dämme und innerhalb kürzester Zeit war einen großen Teil der Gemeindefläche überflutet. Die Überschwemmungen forderten in Domaljevac-Šamac zwei Todesopfer und enorme materielle Schäden.

## Bevölkerung

### Nationale Zusammensetzung der Bevölkerung
Vor dem Bosnienkrieg 1991 bezeichnete sich eine Mehrheit von 98,02 % als Kroaten. Gemäß den endgültigen Ergebnissen der Volkszählung 2013 leben in Domaljevac-Šamac 4.771 Personen, davon 97,13 % Kroaten.

### Religion
Die Mehrheit der Bevölkerung ist römisch-katholisch. Es besteht eine Kirchengemeinde in Domaljevac und in Grebnice. Beide Gemeinden unterliegen dem Erzbistum Vrhbosna. Die Kirchengemeinde Grebnice entstand 1992 als eigenständige Kirchengemeinde aus Teilen der Gemeinden Domaljevac und Tišina.

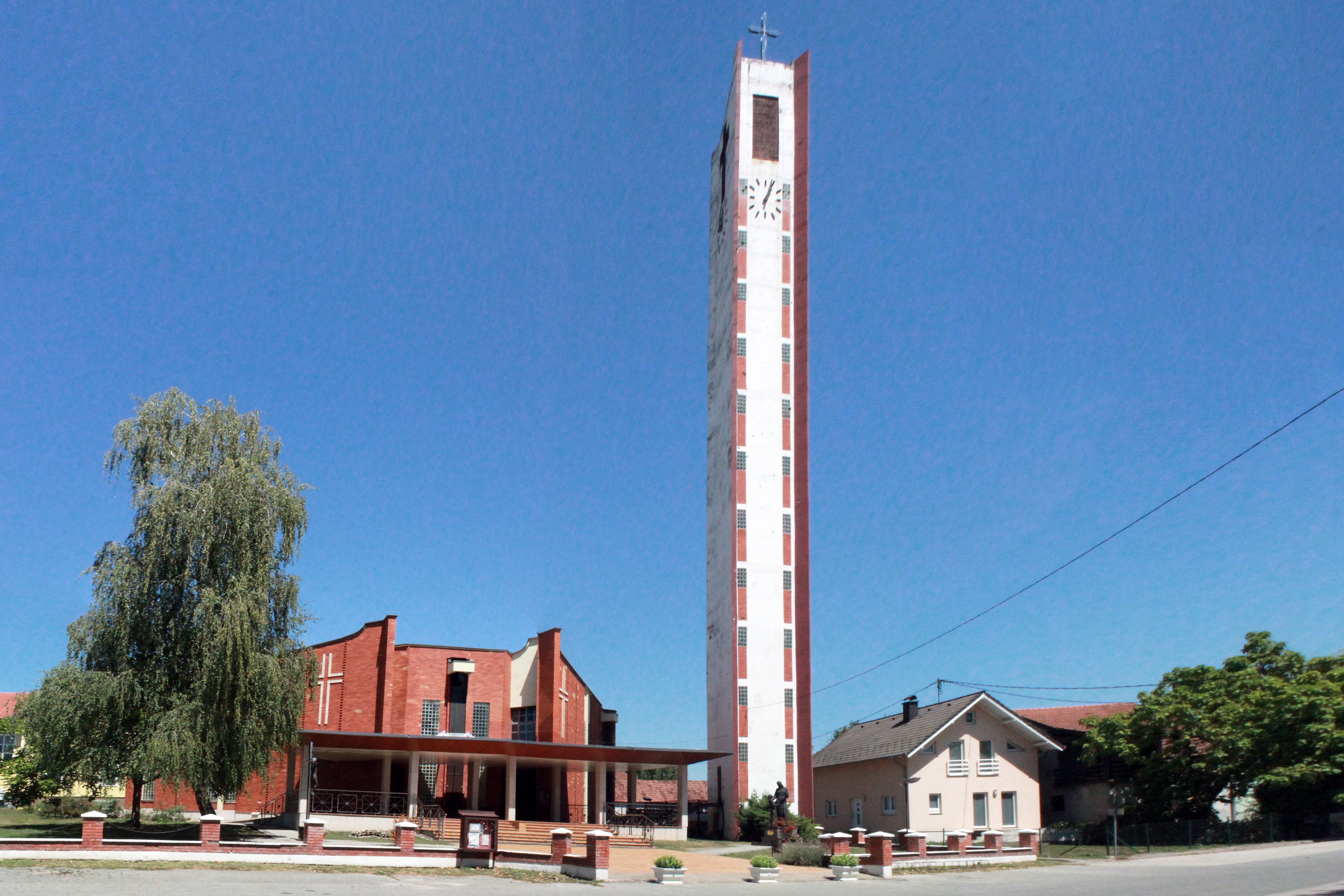
Die Kirche der Sveta Ana in Domaljevac

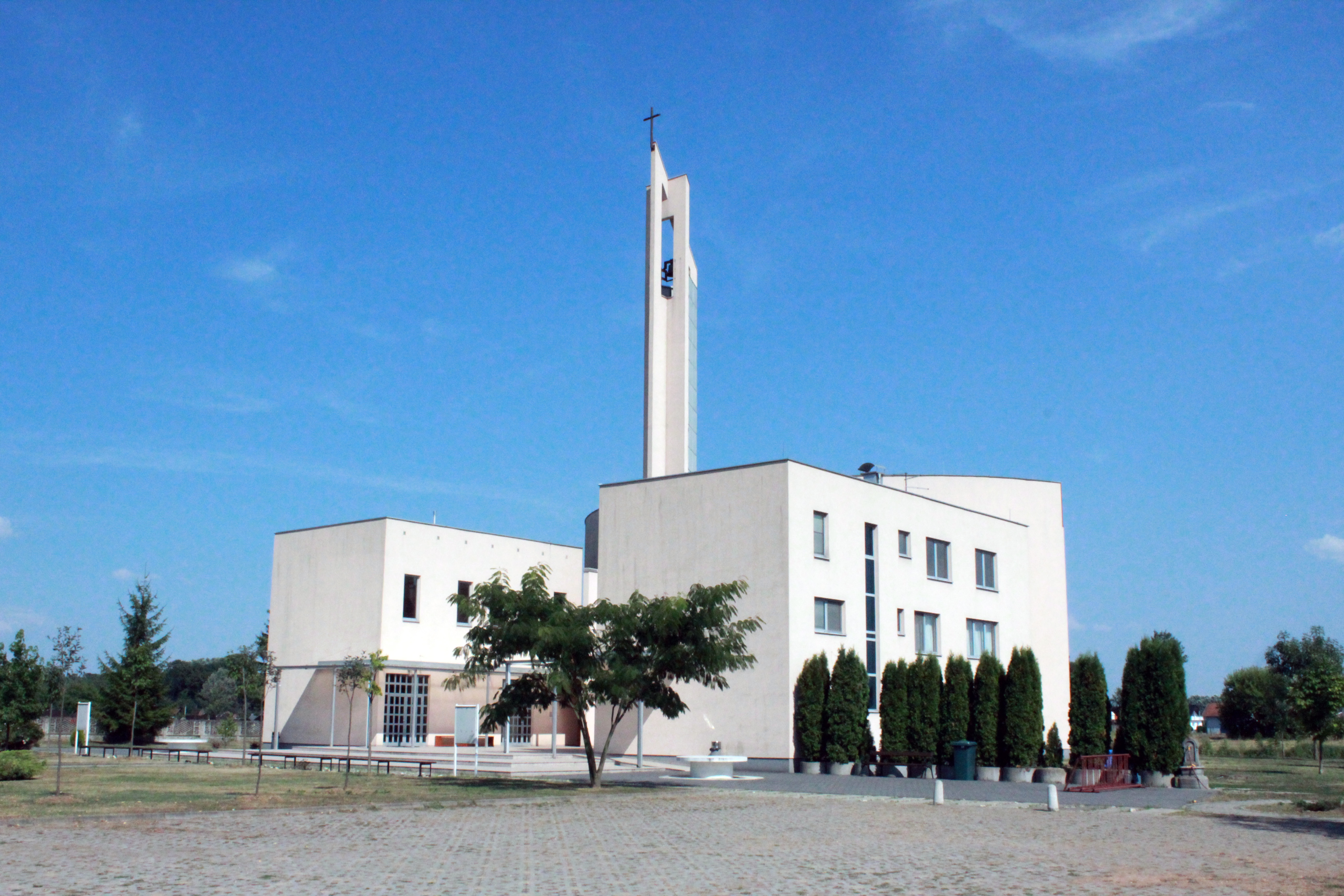
Die Kirche des Sveti Jakov Marijski in Grebnice

### Diaspora
Bereits vor dem Krieg wies die Gemeinde eine hohe Zahl an Gastarbeitern im Ausland auf. Während des Krieges ist ein großer Teil der Bevölkerung über die Save nach Kroatien oder in andere Staaten geflüchtet. Oftmals bot sich durch im Ausland lebende Verwandte die Möglichkeit bei diesen aufgenommen zu werden. Trotz vielen Rückkehrern nach dem Krieg weist Domaljevac-Šamac weiterhin ein für die ganze Region typischen hohen Bevölkerungsanteil im Ausland auf. Aus wirtschaftlichen Gründen, wie auch aus mangelnden Perspektiven in Bereichen Bildung und Erwerbstätigkeit besteht ein starker Trend der Abwanderung, besonders nach Deutschland, Österreich und in die Schweiz. Dieser Trend ist in der gesamten Region zu beobachten. Städte wie Frankfurt am Main, München oder Wien weisen eine große kroatische Diaspora aus der Posavina auf. So zeigt sich besonders in den Sommermonaten wie auch zu Feiertagen, wie Ostern und Weihnachten ein belebterer Alltag als außerhalb der Ferienzeiten.

## Kultur

### Dani općine Domaljevac-Šamac
Seit 1998 werden jährlich Ende Juli die Tage der Gemeinde (kroatisch Dani općine) gefeiert. Die Feierlichkeiten beginnen rund um den 20. Juli mit der Feier des Dorfpatrons von Grebnice, des heiligen Elias (kroatisch Blagdan svetog Ilije). Umgangssprachlich wird das Fest Ilino genannt und wird traditionell mit einer römisch-katholischen Messe gefeiert. Am 26. Juli finden die Feierlichkeiten rund um das Fest der heiligen Anna (kroatisch sveta Ana), der Dorfpatronin von Domaljevac, statt. Als Höhepunkt gilt die römisch-katholische Messe und das Straßenfest in Form von Fahrgeschäften und Marktständen. Neben den kirchlichen Feiern werden in diesen Tagen verschiedene kulturelle und sportliche Veranstaltungen angeboten. Unter anderem gibt es Aufführungen verschiedener Kulturvereine mit Trachten- und Gesangsgruppen aus der Region sowie diverse Sportturniere.

## Sport

### Fußball

#### HNK Mladost Domaljevac
Domaljevac verfügt mit dem 1928 gegründeten Fußballclub HNK Mladost Domaljevac über einen Verein, der momentan in der zweiten Liga des Verwaltungskreises Posavina (kroatisch druga županijska liga Posavine) spielt. In der Saison 2006/07 wurde Mladost Meister der ersten Liga des Verwaltungskreises Posavina (kroatisch prva županijska liga Posavine) und konnte in der Saison 2007/08 in der zweiten Liga der Föderation Nord (kroatisch druga liga FBiH sjever) spielen. Nach einer Saison stieg Mladost wieder ab. Nach der Saison 2015/16 stieg die Mannschaft ein erneut ab.
Die Spiele von Mladost werden auf dem Sportplatz Jelas im Zentrum von Domaljevac ausgetragen. Der Sportplatz verfügt über eine Tribüne, die verhältnismäßig vielen Zuschauern Platz bietet. Dementsprechend wird der Sportplatz auch für größere sportliche Ereignisse genutzt. Teilweise werden auf dem Sportplatz Fußballspiele mit Spendensammlungen für humanitäre Zwecke ausgetragen.

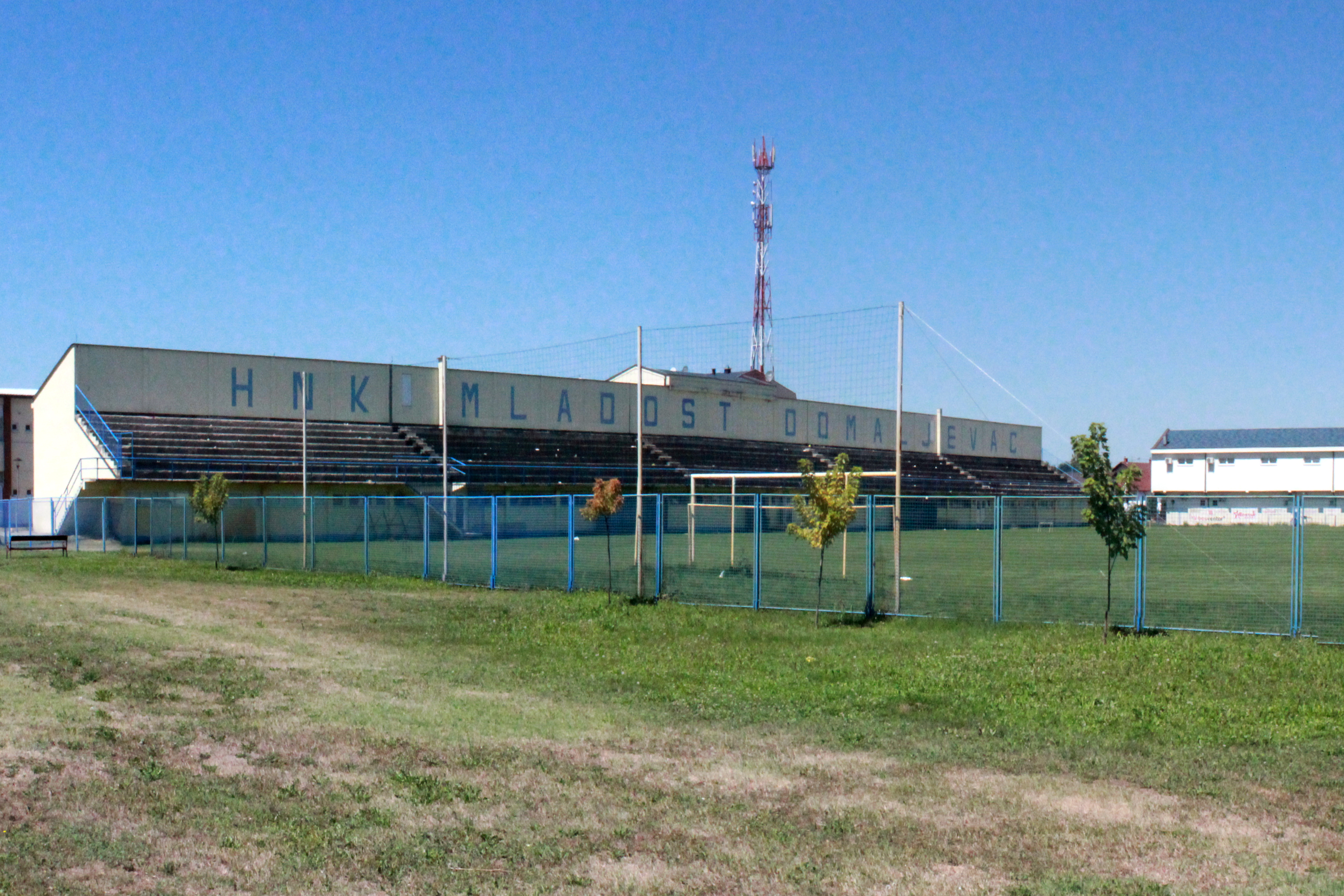
Das Fußballstadion Jelas in Domaljevac

#### NK Korpar Grebnice
Der Fußballclub wurde 1956 gegründet. Zurzeit spielt NK Korpar in der zweiten Liga des Verwaltungskreises Posavina. Von 2009 bis 2012 war NK Korpar für drei Saisons in der ersten Liga des Verwaltungskreises Posavina vertreten. Die Spiele werden auf dem Sportplatz Snoge in Grebnice ausgetragen.

#### HNK 9. lipanj Bazik
Der Club wurde in den 1970er Jahren unter dem Namen "Mlada Bosna" gegründet. Später wurde der Club in "Bosna" umbenannt und trug den Namen bis 1992. Während des Bosnienkriegs spielte der Club unter dem Namen "HNK Bazik". Nach dem Krieg nahm der Club seinen heutigen Namen "HNK 9. lipanj" an. Bis 2015 war der 9.lipanj in der zweiten Liga des Verwaltungskreises Posavina vertreten.

### Volleyball

#### HOK Domaljevac
Mit HOK Domaljevac besitzt Domaljevac einen Volleyballclub in der bosnisch-herzegowinischen Premierliga des Volleyballs (bosnisch Premijer liga BiH za odbojkaše). Der Club wurde 1980 als OK Mladost gegründet und trägt seine Spiele jeweils auf der Schulsportanlage in Grebnice aus.